# Ander Capa
Ander Capa Rodriguez (Portugalete, 8 de fevereiro de 1992) é um futebolista profissional espanhol que atua como lateral-direito. Atualmente joga no Levante.

## Carreira
Ander Capa começou a carreira no SD Eibar.

## Títulos

### Athletic Bilbao
- Supercopa da Espanha: 2020-21